# Eparchia di Povardarie

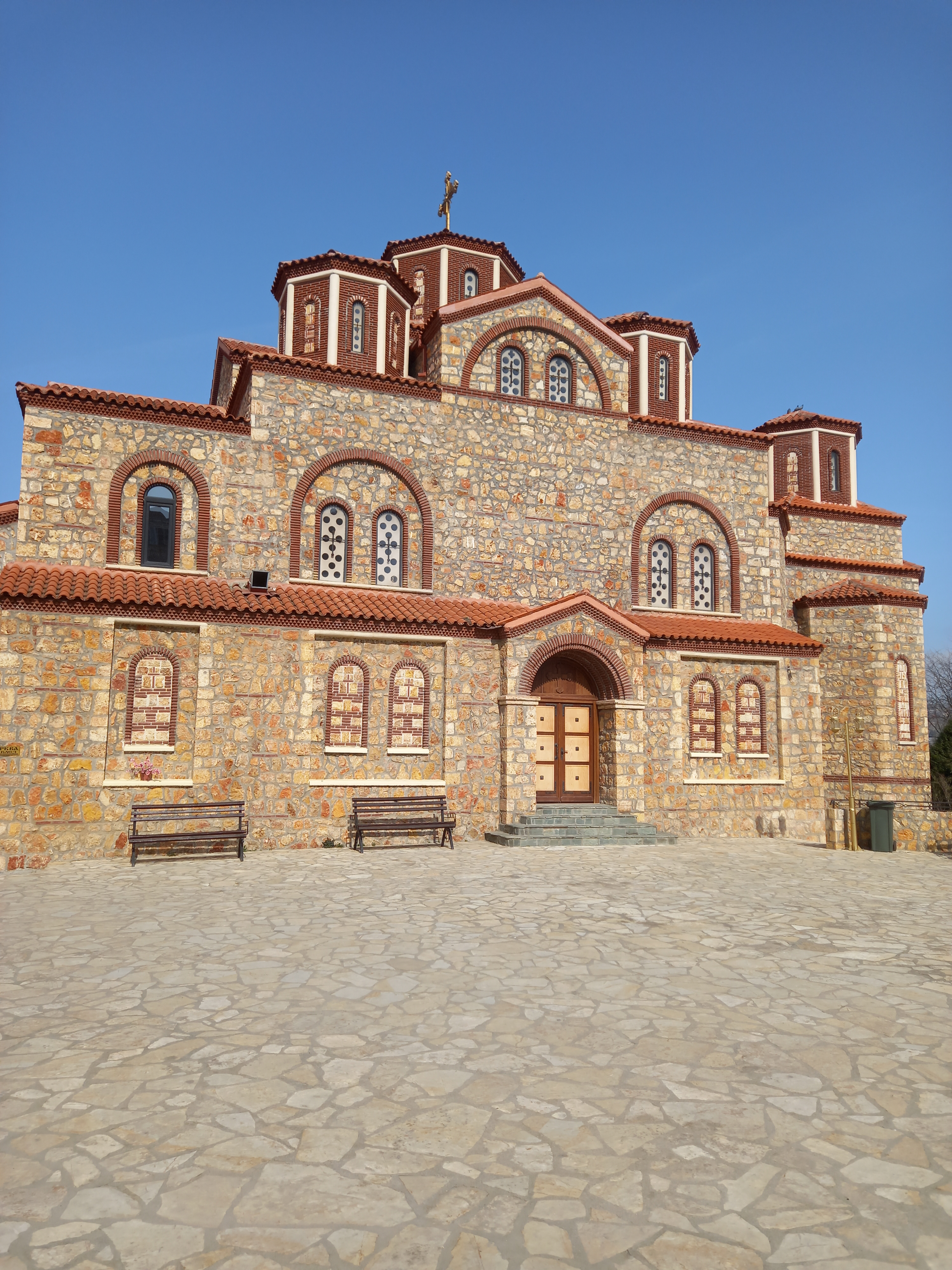
La cattedrale dei Santi Cirillo e Metodio di Veles.

Mappa delle eparchie della Chiesa ortodossa macedone.

L'eparchia di Povardarie (in macedone: Повардарска епархија) è una delle eparchie della Chiesa ortodossa macedone nella Macedonia del Nord.
Dall'8 ottobre 2006 metropolita di Povardarie è Agatangelo, nato Atanasio Stankovski.

## Territorio
L'eparchia si trova nella parte centro-meridionale della Macedonia del Nord e comprende i comuni di Veles, Kavadarci, Gevgelija, Negotino, Valandovo, Bogdanci, Demir Kapija.
Sede eparchiale è la città di Veles, dove si trova la cattedrale di San Pantalemone. Il 10 settembre 2017 è stata consacrata la nuova cattedrale, dedicata ai Santi Cirillo e Metodio.

## Storia
Veles fu sede di un'antica eparchia, attestata dal XIII secolo, ma di cui sono noti vescovi solo a partire dal XVII secolo. Questa sede appartenne a diverse giurisdizioni ecclesiastiche: arcivescovado di Ocrida (fino al 1767), patriarcato ecumenico di Costantinopoli (1767-1782), esarcato ortodosso di Bulgaria (1872-1912). Allo scoppio delle guerre balcaniche la sede fu de facto soppressa.
L'eparchia di Povardarie, con sede a Veles, fu eretta dal Santo Sinodo della Chiesa ortodossa macedone il 18 novembre 1977. I primi due metropoliti sono stati eletti arcivescovi di Ocrida e Macedonia e primati della Chiesa ortodossa macedone.
Nel 2002, in seguito allo scisma interno alla Chiesa ortodossa in Macedonia del Nord, il metropolita Giovanni aderì alla Chiesa ortodossa serba e fu nominato dapprima esarca di tutti i fedeli ortodossi del Paese, fedeli alla Chiesa serba, e poi, nel 2005, arcivescovo dell'arcidiocesi ortodossa di Ocrida, Chiesa autonoma sotto l'omoforio del patriarcato di Serbia.
L'eparchia di Povardarie è rimasta vacante fino all'elezione del metropolita Agatangelo, intronizzato l'8 ottobre 2006.

## Cronotassi
- Gabriele (Ǵorǵi Milošev) † (18 novembre 1977[6] - 4 ottobre 1986 eletto arcivescovo di Ocrida e Macedonia e metropolita di Skopje)
- Michele (Metodiy Gogov) † (? - 21 dicembre 1993 eletto arcivescovo di Ocrida e Macedonia e metropolita di Skopje)
  - Sede vacante (1993-2000)
- Agatangelo (Atanas Stankovski) (13 febbraio 2000 - 10 novembre 2000 eletto eparca di Bregalnika)[1]
- Giovanni (Jovan Vraniškovski) (4 dicembre 2000 intronizzato - 23 settembre 2002 eletto esarca della Chiesa ortodossa macedone del patriarcato di Serbia)
  - Sede vacante (2002-2006)
- Agatangelo (Atanas Stankovski), intronizzato l'8 ottobre 2006[1]